# Flügelsignal

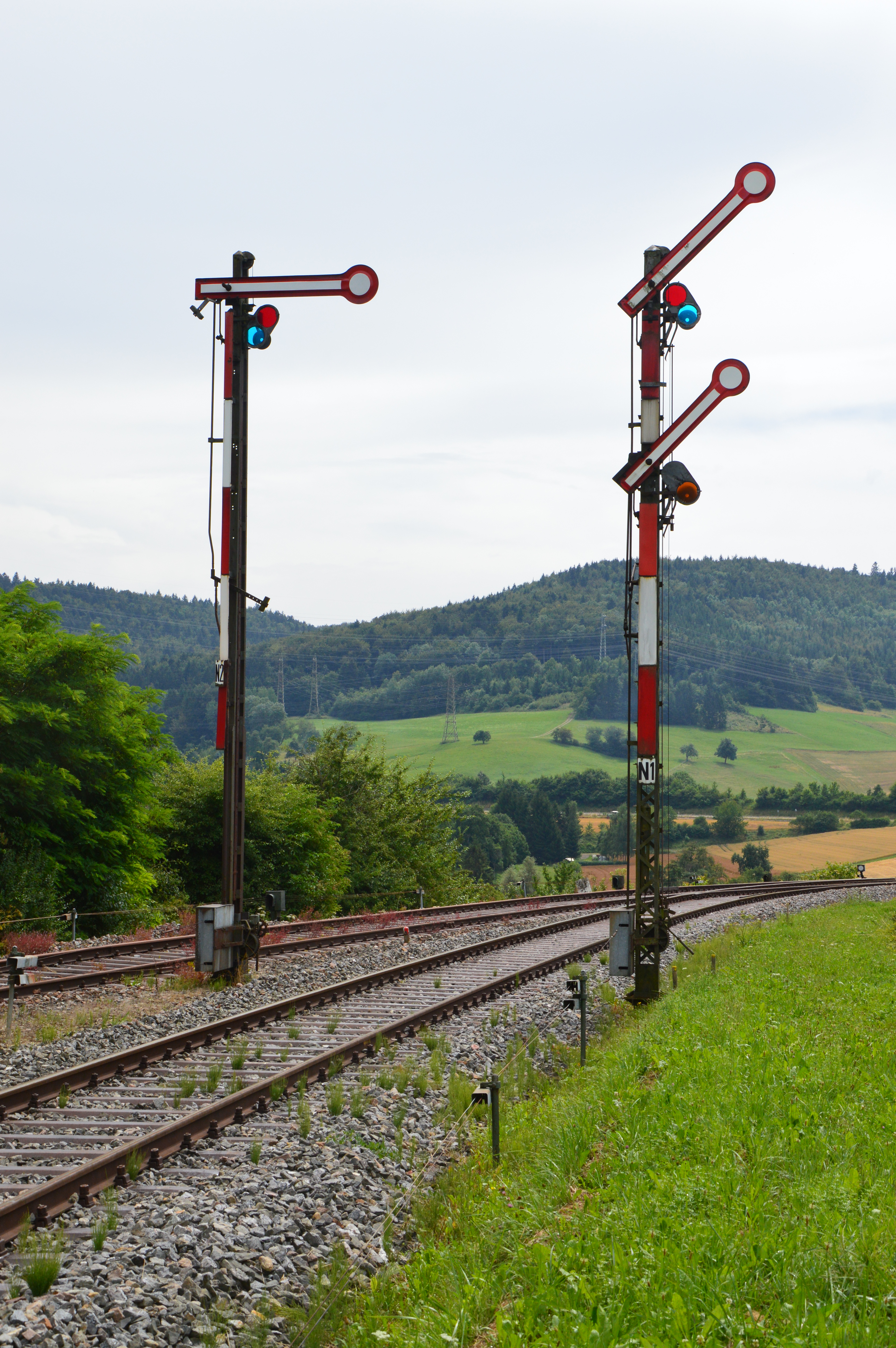
Ein- und zweiflügliges Flügelsignal auf der Wutachtalbahn in Süddeutschland

Flügelsignale, in der Schweiz Semaphore (Singular: der Semaphor), veraltet auch Armsignale genannt, sind Formsignale mit einem, zwei oder selten drei Signalflügeln, die drehbar übereinander am Signalmast angeordnet sind.
Mittlerweile wurden die Formsignale größtenteils von Lichtsignalen verdrängt, werden aber auf noch nicht modernisierten Bahnhöfen weiterhin verwendet.

## Geschichte

Signalordnung für die Eisenbahnen Deutschlands 1885 (Auszug)

Das Flügelsignal war eine Übernahme ähnlicher Instrumente aus der Seefahrt. Anfang der 1840er Jahre erhielt John James Stevens ein Patent auf den Einsatz von Flügelsignalen im Eisenbahnverkehr. Das erste so gebaute Signal wurde 1842/43 von Charles Hutton Gregory in New Cross (London) an der London and Croydon Railway errichtet, und in den nächsten 30 Jahren setzte sich diese Form gegen andere mechanische Signalsysteme durch. Die ersten dieser Signale wurden auf dem Dach der Stellwerke montiert. Erst später entwickelte man Seilzüge, um auch vom Stellwerk entfernt stehende Signale bedienen zu können.

## Technik

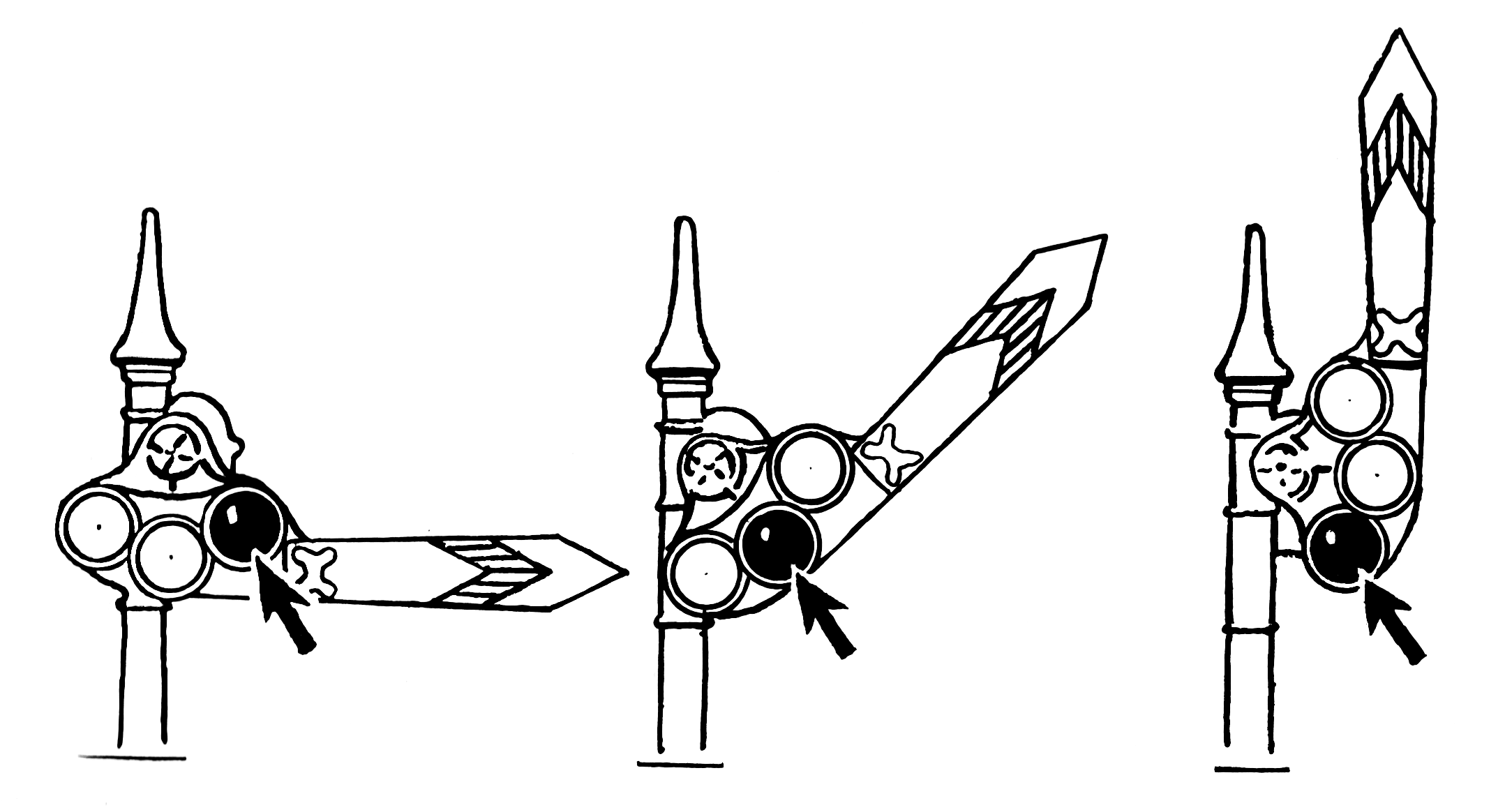
Laternen und bewegliche Farbgläser davor lassen Flügelsignale auch in der Nacht erkennen.

Flügelsignale verfügen über einen oder mehrere Arme (Flügel), die nach oben oder unten in verschiedene Lagen geschwenkt werden können. Durch das Schwenken hergestellte Anordnungen der Flügel in bestimmten Winkeln stellen dabei verschiedene Signalbegriffe dar. Ein einzelner, horizontal liegender Flügel entspricht in der Regel der stärksten Beschränkung, die das Signal darstellen kann, Halt. Auf- oder abwärts zeigende Flügel schwächen diesen ab oder heben ihn ganz auf. Im aktuellen Signalsystem der DB AG bedeutet beispielsweise ein einzelner um 45° nach rechts oben zeigender Flügel den Signalbegriff Hp 1 Fahrt.

## Anwendung
In den deutschsprachigen Ländern dienen Flügelsignale meist als Hauptsignale, kamen aber in Bayern auch als Vorsignal vor. Die belgischen, niederländischen und dänischen Bahnen verwenden Flügelsignale auch als Vorsignale. Auf den englischen Bahnen hat das sogenannte distant signal die Funktion eines Vorsignals, dass die Fahrtstellung von einem aber auch mehreren folgenden Signalen anzeigt. Es ist ein Flügelsignal, das sich von den roten Ein- und Ausfahrsignalen mit senkrechten weißen Streifen dadurch unterscheidet, dass sein gelber Flügel am freien Ende einen dreieckigen Ausschnitt und einen parallel dazu angeordneten schwarzen Winkel hat.

## Bilder

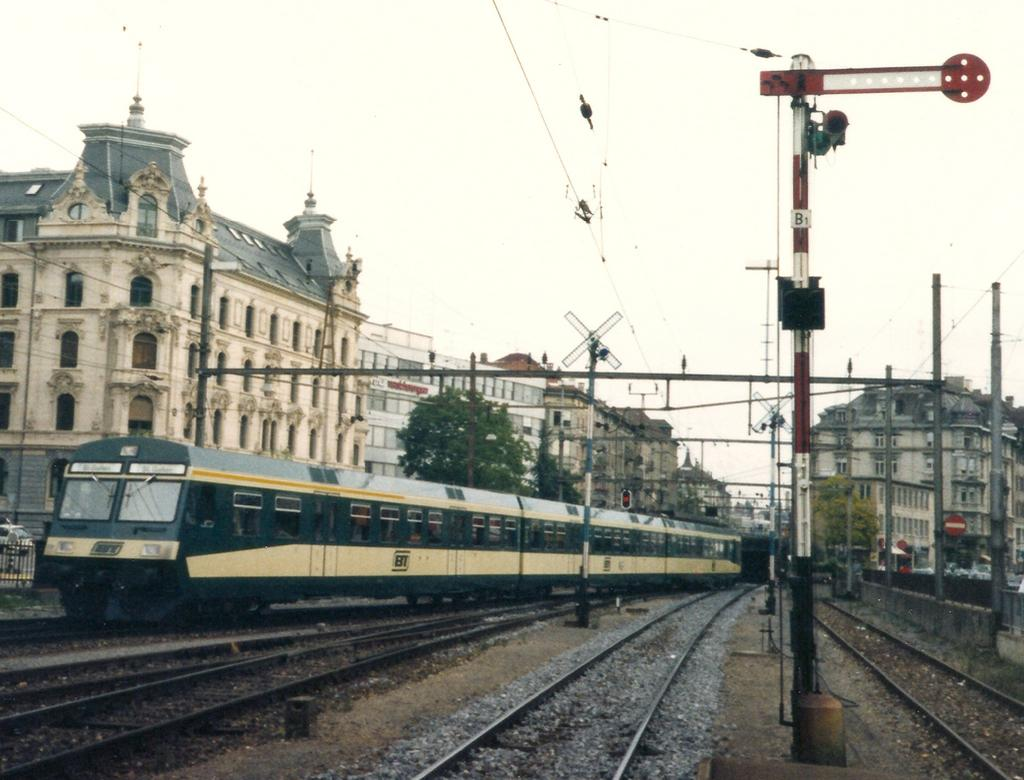
Einflügeliges Hauptsignal in der Schweiz
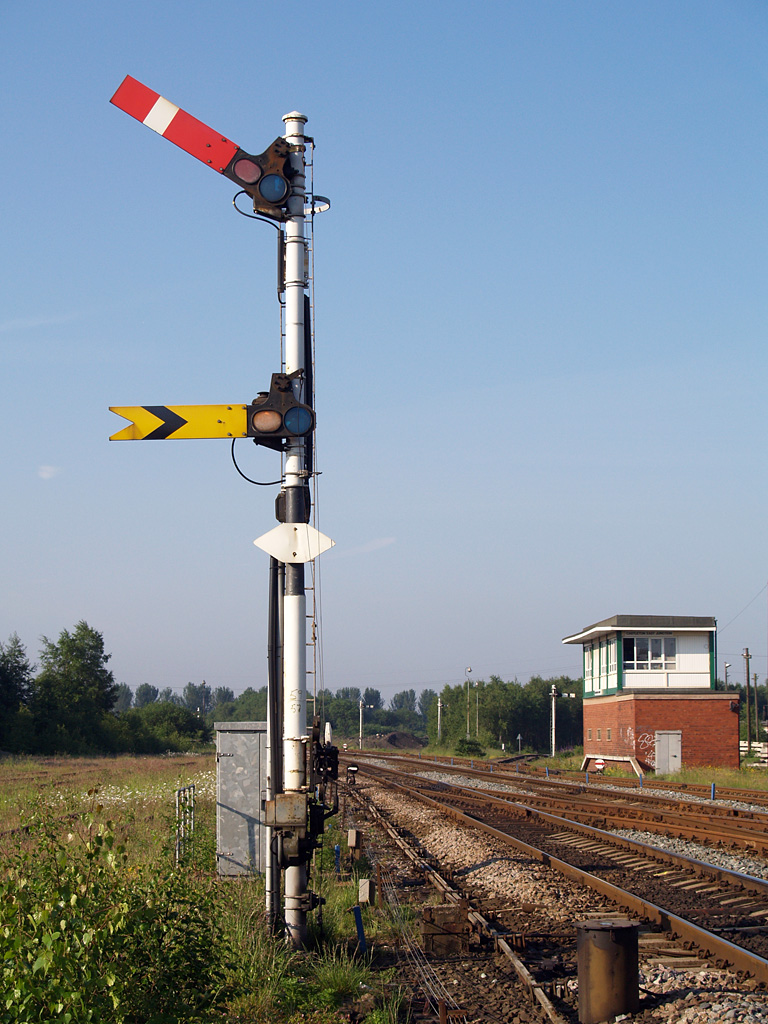
Rotes Haupt- und gelbes Vorsignal, England
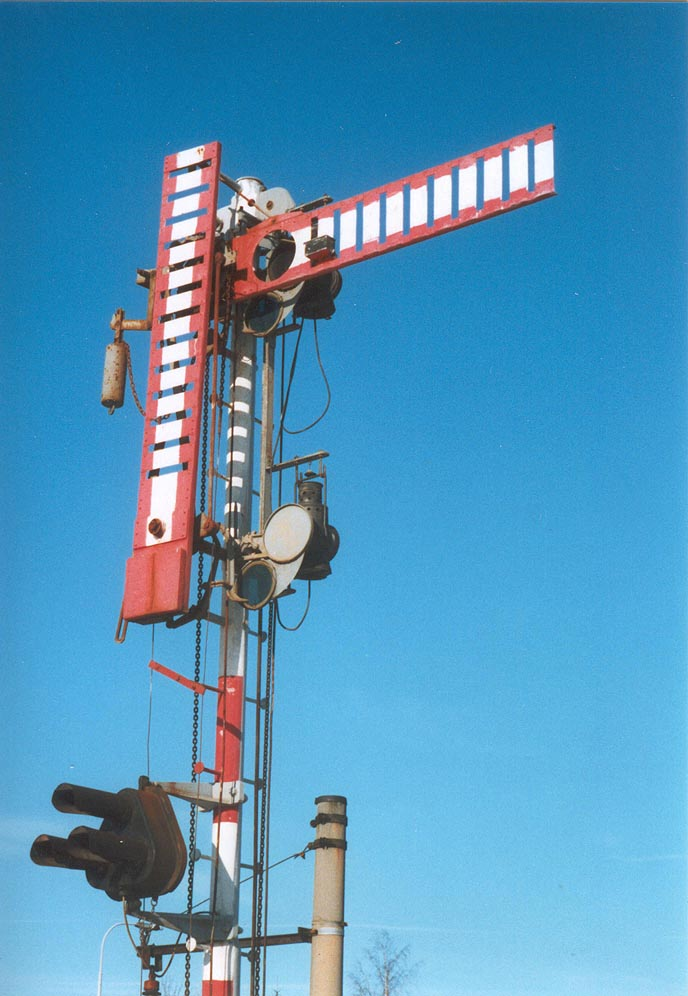
Zweiflügliges Flügelsignal, Tschechien
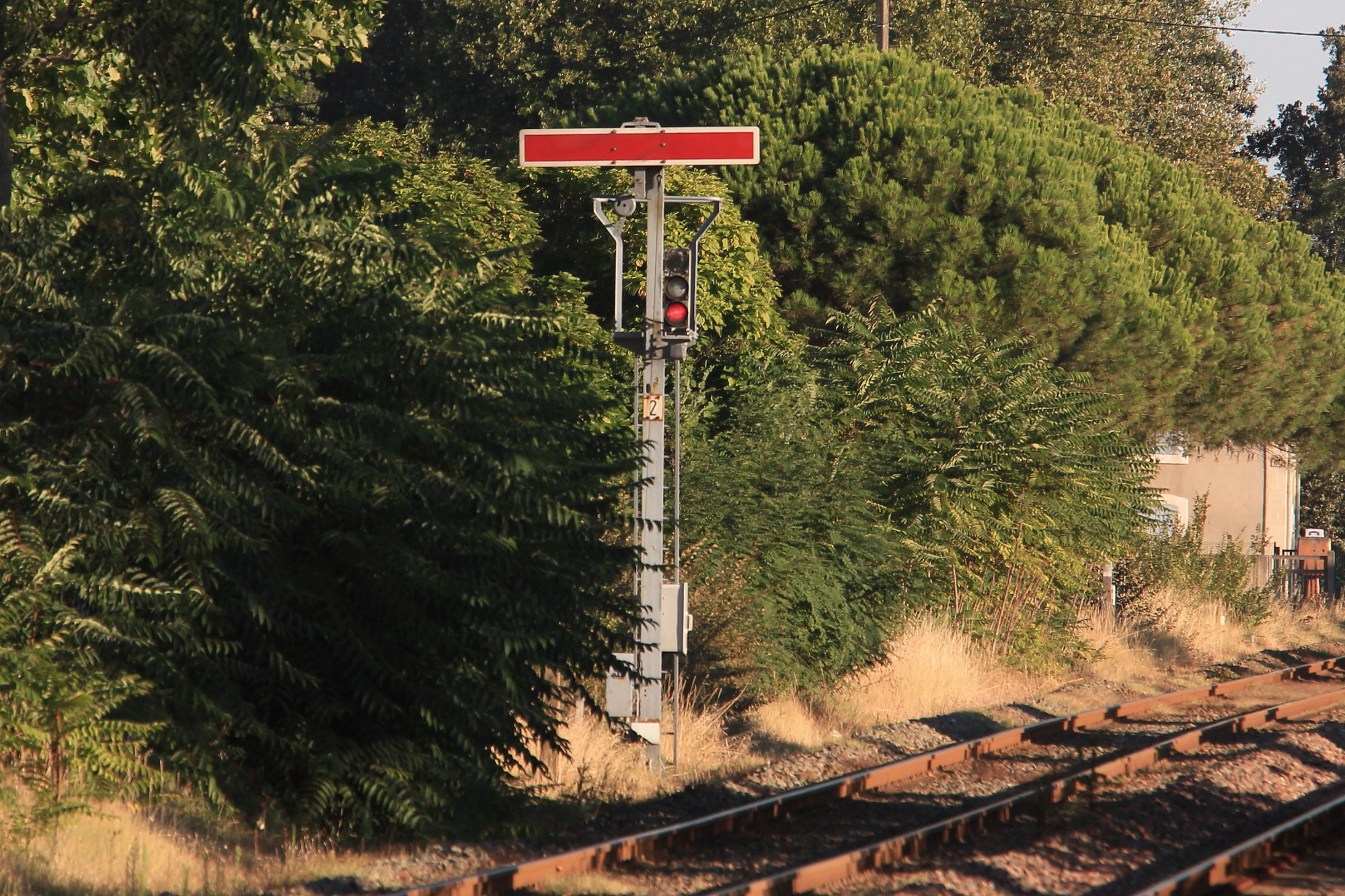
Geschlossenes französisches Flügelsignal. Der Drehpunkt befindet sich in der Mitte des Flügels.
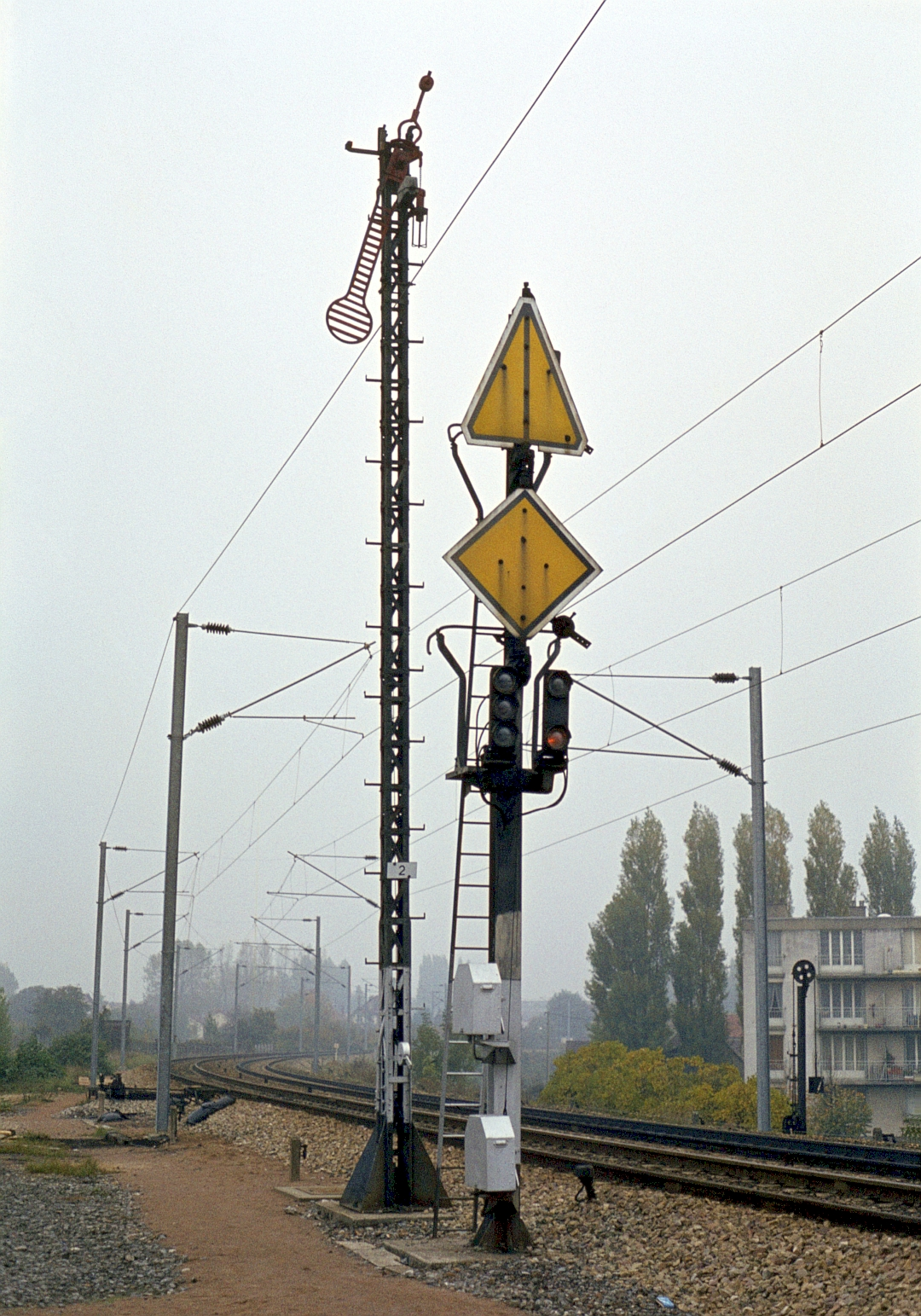
Geöffnetes Lartigue-Flügelsignal in Frankreich